# People Will Talk
People Will Talk ist eine US-amerikanische Liebeskomödie unter Regie von Joseph L. Mankiewicz aus dem Jahre 1951. Der Film basiert auf dem deutschen Theaterstück Frauenarzt Dr. med. Hiob Prätorius von Curt Goetz, das ein Jahr zuvor bereits in der Bundesrepublik Deutschland verfilmt worden war. In Deutschland wurde der Film mit Cary Grant nie in Kino oder Fernsehen regulär gezeigt.

## Handlung
Noah Praetorius ist ein unkonventioneller, aber beliebter und bekannter Arzt, der seine eigene Fachklinik besitzt und an der Universität Vorlesungen hält. In seiner Klinik legt er besonderen Wert darauf, seine Patienten nicht nur medizinisch zu behandeln, sondern ihnen durch freundliches und fürsorgliches Verhalten auch menschliche Wärme zu geben. Das stößt aber nicht bei allen Kollegen auf offene Ohren: Praetorius’ missgünstiger Kollege Professor Elwell hält ihn für einen Quacksalber und stellt Untersuchungen an, bei denen er unter anderem Noahs ehemalige Haushälterin befragt. Diese sagt, dass Praetorius einst einen Fleischerladen geführt und nur nebenbei einige Arzneimittel verkauft habe. Dafür sei er als Wunderheiler von den Leuten des Dorfes verehrt worden. Für weiteres Misstrauen bei Elwell sorgt Shunderson, ein einschüchternd und geheimnisvoll wirkender Herr, der Praetorius kaum von der Seite weicht und eine Art Faktotum für ihn ist. Trotz seiner Behäbigkeit besitzt Shunderson außergewöhnliche Talente, er scheint das Innere der Menschen zu verstehen und Tiere gehorchen ihm sofort. Zu Praetorius Freunden zählt außerdem der exzentrische Physikprofessor Barker, der ebenfalls an der Universität unterrichtet.
Eines Tages bricht die nervöse Medizinstudentin Deborah Higgins in einer Vorlesung zusammen. Dr. Praetorius untersucht sie und kommt dabei zu dem Ergebnis, dass sie schwanger ist. Deborah ist am Boden zerstört: Sie ist nicht verheiratet, der Vater des Kindes ist im Koreakrieg gefallen. Im Wartezimmer von Dr. Praetorius schießt sie sich an, woraufhin der Arzt sie operiert und sich intensiv um sie kümmert. Damit sie nicht nochmal Selbstmord begehen will, erzählt er ihr die Lüge, dass es sein Fehler war und sie doch nicht schwanger sei. Deborah verliebt sich aber in Praetorius und flüchtet aus Scham aus der Klinik. 
Praetorius muss sie nun nochmals aufsuchen, um ihr zu sagen, dass sie in Wirklichkeit doch schwanger ist. Dafür sucht er sie auf einer Farm außerhalb der Stadt auf, wo sie mit ihrem Vater Arthur und ihrem Onkel John lebt. Der Witwer Arthur ist vom Leben gebrochen und ist finanziell abhängig von seinem mürrischen Bruder, dem Farmer John. Deborah ist sein ein und alles, wenn ihr Ruf wegen der Schwangerschaft zerstört würde, könnte er es wohl nicht überwinden. Deborah gesteht Praetorius, dass sie ihn liebt, und auch er erwidert ihre Gefühle. Sie heiraten bald darauf und ziehen in ein neues Haus, auch Arthur und Shunderson sind bei ihnen. Als Deborah einige Wochen später erfährt, dass sie doch schwanger ist, denkt sie zunächst, dass Praetorius sie nur aus Mitleid geheiratet habe. Er macht ihr jedoch klar, dass seine Gefühle für sie echt sind.
Professor Elwell treibt unterdessen seine Intrigen gegen Praetorius voran und findet heraus, dass Shunderson vor Jahrzehnten wegen Mordes verurteilt wurde. Auch äußert er sich abfällig über Praetorius’ Ehe mit einer ehemaligen Patientin. Bei einer Anhörung vor dem Universitätsausschuss verteidigt sich Praetorius dafür, zu Anfang seiner Laufbahn neben seiner Praxis einen Fleischerladen geführt zu haben: Nur mit der Tarnung als Fleischer habe er sich das Vertrauen der Patienten im Dorf holen können, die konventionelle Ärzte verachteten. Als die Leute des Dorfes dann erfuhren, dass Praetorius ein echter Arzt war, musste er vor ihrer Wut das Dorf schleunigst verlassen. Schließlich kommt das Gespräch auf Shundersons Vergangenheit, doch Praetorius will sich nicht äußern. Shunderson erhebt selbst das Wort und berichtet seine Geschichte: Er verbrachte 15 Jahre im Gefängnis für den angeblichen Tod eines Mannes, der ihn umbringen wollte. Als er den Mann nach Verbüßung seiner Haftstrafe lebendig angetroffen und dieser ihn verhöhnt habe, brachte er ihn tatsächlich um. Shunderson wurde zum Tode verurteilt und gehängt, überlebte aber irgendwie und wachte auf dem Untersuchungstisch des Medizinstudenten Praetorius auf, der ihn für eine Leiche hielt. Praetorius und Shunderson wurden schließlich enge Freunde, dass Shunderson überlebte, wurde all die Zeit geheim gehalten. Das Komitee entscheidet sich dafür, Praetorius von allen Vorwürfen freizusprechen, sehr zum Verdruss von Elwell.
Praetorius ist auch Dirigent des Universitätsorchesters. In der Schlussszene führt er die Akademische Festouvertüre Gaudeamus igitur von Johannes Brahms vor allen Figuren des Filmes auf.

## Kritiken
People Will Talk erhält bis heute überwiegend positive Kritiken. Ken Hanke bezeichnete es als „brillante, brillant subversive Anti-McCarthy-Komödie“; auch Dennis Schwartz schrieb, der Film sei eine „saure und gesprächige Antwort“ des liberal gesinnten Mankiewicz auf die McCarthy-Ära. Leonard Maltin gab dem Film 3,5 von 4 Sternen und urteilte: „Wunderbar unkonventionelles, absorbierendes ‚Comedy-Drama‘ mit dem philosophierenden Doktor Grant, der darauf besteht, seine Patienten als Mitmenschen zu behandeln“. Der Film sei zwar geschwätzig, biete aber eine feine Besetzung und sei äußerst sehenswert.

## Auszeichnungen
People Will Talk war 1952 von der Writers Guild of America in der Kategorie Best Written American Comedy  nominiert.